# Lipovice (tvrz)
Lipovice jsou tvrz ve stejnojmenné vesnice v okrese Prachatice. Od roku 1963 je chráněna jako kulturní památka. Jsou příkladem malé vladycké tvrze, která měla vedle obytné místnosti valeně klenutou špýcharovitou komoru. Jedná se o dvoupatrovou stavbu se sedlovou střechou a hlubokým obranným příkopem s parkánem.
Stavba pochází pravděpodobně z první poloviny 15. století, přestavěna v 16. století. Z této přestavby pocházejí dvě gotická ostění u hlavního vchodu do přístavby a do valeně sklenuté komory v prvním patře. Hlavní budova tvrze byla v každém patře rozdělena na tři místnosti; klenutá místnost měla malá štíhlá okénka, větší síň je osvětlena třemi velkými okny s vyzděnými sedátky ve špaletách.
V prvním patře přístavby je  malý, vyzděný krb se základní výzdobou zhotovenou z malty. Při úpravách byla zničena další výzdoba (malované erby a alegorická výzdoba. V exteriéru patrné jednoduché kvádrování.